# Bundespolizei (Brasilien)

Wappen der Bundespolizei

Polícia Federal flagge

Die Bundespolizei von Brasilien (portugiesisch Polícia Federal do Brasil, kurz PF) oder auch Bundespolizeidirektion (Departamento de Polícia Federal, kurz DPF), ist eine brasilianische Polizeieinrichtung, die dem Ministerium für Justiz und Öffentliche Sicherheit untergeordnet ist, das gemäß der Verfassung von 1988 ausschließlich die Funktionen der Kriminalpolizei ausübt.
Das Hauptquartier der föderalen Polizei befindet sich in Brasília mit dezentralisierten Einheiten (regionale Superintendenten) in allen Landeshauptstädten der Föderation, sowie mit Polizeistationen und Außenposten in mehreren Städten des Landes. Vom 1. Januar 2019 bis 24. April 2020 wurde die Generaldirektion von Maurício Valeixo ausgeübt.
Die Policia Federal ist auch im Bereich der öffentlichen Sicherheit tätig, um die öffentliche Ordnung und die Sicherheit der Menschen sowie die Vermögenswerte und Interessen der Union zu wahren, indem sie Aktivitäten der See-, Flughafen- und Grenzpolizei, die Bekämpfung von Drogenhandel, Schmuggel und Unterschlagung durchführt. Gemäß Artikel 144 Absatz 1 der Bundesverfassung ist sie durch Gesetz als ständige Einrichtung eingerichtet, von der Union organisiert und in ihrer Laufbahn strukturiert.

## Geschichte

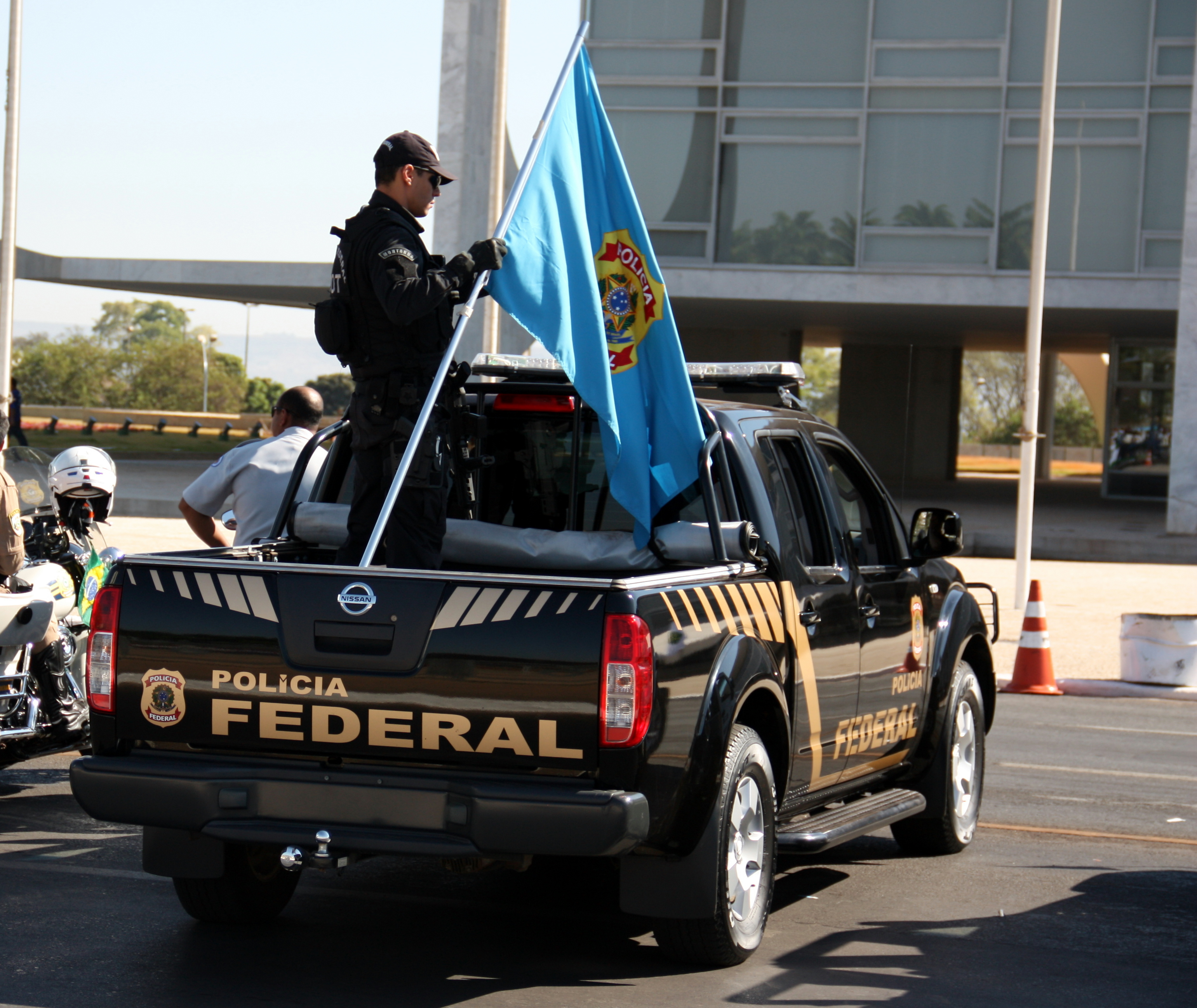
Ein Polizist der brasilianischen Bundespolizei

Über die Herkunft der Bundespolizei gehen die Meinungen auseinander. Einige legen den Ursprung in der Schaffung der Allgemeinen Polizei-Intendenz im Jahre 1808 durch D. João VI., mit dem Aufkommen der Strafprozessordnung von 1832 und der Schaffung der Position des Polizeichefs mit der Reform des Gesetzbuches im Jahre 1841, im Gesetz Nr. 261. Diese Nomenklatur in einigen Zivilpolizeien, wie z. B. der von Rio de Janeiro, ist bis heute erhalten geblieben.
Andere führen den Ursprung der föderalen Polizei auf die Zeit des Estado Novo (1937–1945) in der Regierung Getúlio Vargas zurück, als am 28. März 1944 die ehemalige Zivilpolizei des Bundesdistriktes (heute Zivilpolizei des Staates Rio de Janeiro) durch das Gesetzesdekret Nr. 6.378 ihren Namen in föderale Abteilung für öffentliche Sicherheit (Departamento Federal de Segurança Pública, kurz DFSP) änderte. Die Änderung der Nomenklatur war durch die Notwendigkeit einer Polizei begründet, die auf dem gesamten Staatsgebiet tätig ist. Auf diese Weise sollte es der Polizei von Rio de Janeiro ermöglicht werden, auch in den anderen brasilianischen Bundesstaaten tätig zu werden, auch wenn diese ihre institutionelle Struktur aus der Zeit ihrer Gründung, die bis ins frühe 19. Jahrhundert zurückreicht, beibehalten haben.
Die DFSP wuchs an Größe, Bedeutung und Aufgaben, bis am 21. April 1960 die Bundeshauptstadt von Rio de Janeiro nach Brasília verlegt wurde. Bei dieser Gelegenheit lehnten viele Mitglieder der DFSP einen Transfer in die neue Hauptstadt ab und zogen es vor, in Rio de Janeiro zu bleiben und die Zivilpolizei des Bundesstaates Guanabara zu bilden, eine Behörde, die damals eine über 150-jährige institutionelle Tradition innehatte. Dadurch fehlte es der Korporation Brasília nicht nur an Personal, sondern auch an wichtigen Materialien und Archiven, da ganze Sektoren in Rio de Janeiro verblieben – so zum Beispiel die Abteilung für politische und soziale Polizei, die mit der staatlichen Verwaltung verbunden war, aber weiterhin auf nationaler Ebene tätig war.
So kam es 1960 zu einer Fusion des DFSP mit der anderen Behörde für öffentliche Sicherheit der Stadt Brasília, der Sondergarde von Brasília (GEB) – verantwortlich für die Aufrechterhaltung der Ordnung im Gebiet von Brasília – unter Beibehaltung des Namens DFSP. Es wurde dann nach einer Struktur für die DFSP gesucht, die auf den fortschrittlichsten Modellen basiert und als Modell für die Struktur anderer Polizeiapparate in entwickelten Ländern wie den Vereinigten Staaten, Kanada und England dient.
Ende 1960 schickte die Exekutive einen Gesetzesentwurf an den Kongress mit dem Ziel, eine Polizeibehörde zu schaffen, die in ihrer strukturellen Zusammensetzung den Sicherheitsinstitutionen der oben genannten Länder ähneln sollte. Die Idee war die Schaffung eines Eidgenössischen Departements für öffentliche Sicherheit mit Operationen im gesamten Staatsgebiet. Diese Idee blühte auf und wurde mit der Verabschiedung des Gesetzes Nr. 4.483 vom 16. November desselben Jahres, das die DFSP neu organisierte, Wirklichkeit.
Schließlich änderte die Brasilianische Verfassung von 1967 in ihrem Artikel 210 den Namen des DFSP-Organs in Bundespolizeidepartement, dessen Aufgaben in Artikel 8, Punkt VII, Absätze "a" bis "d", der erwähnten Magna Carta definiert sind. Dieser Wechsel wurde im Februar desselben Jahres wirksam vollzogen.

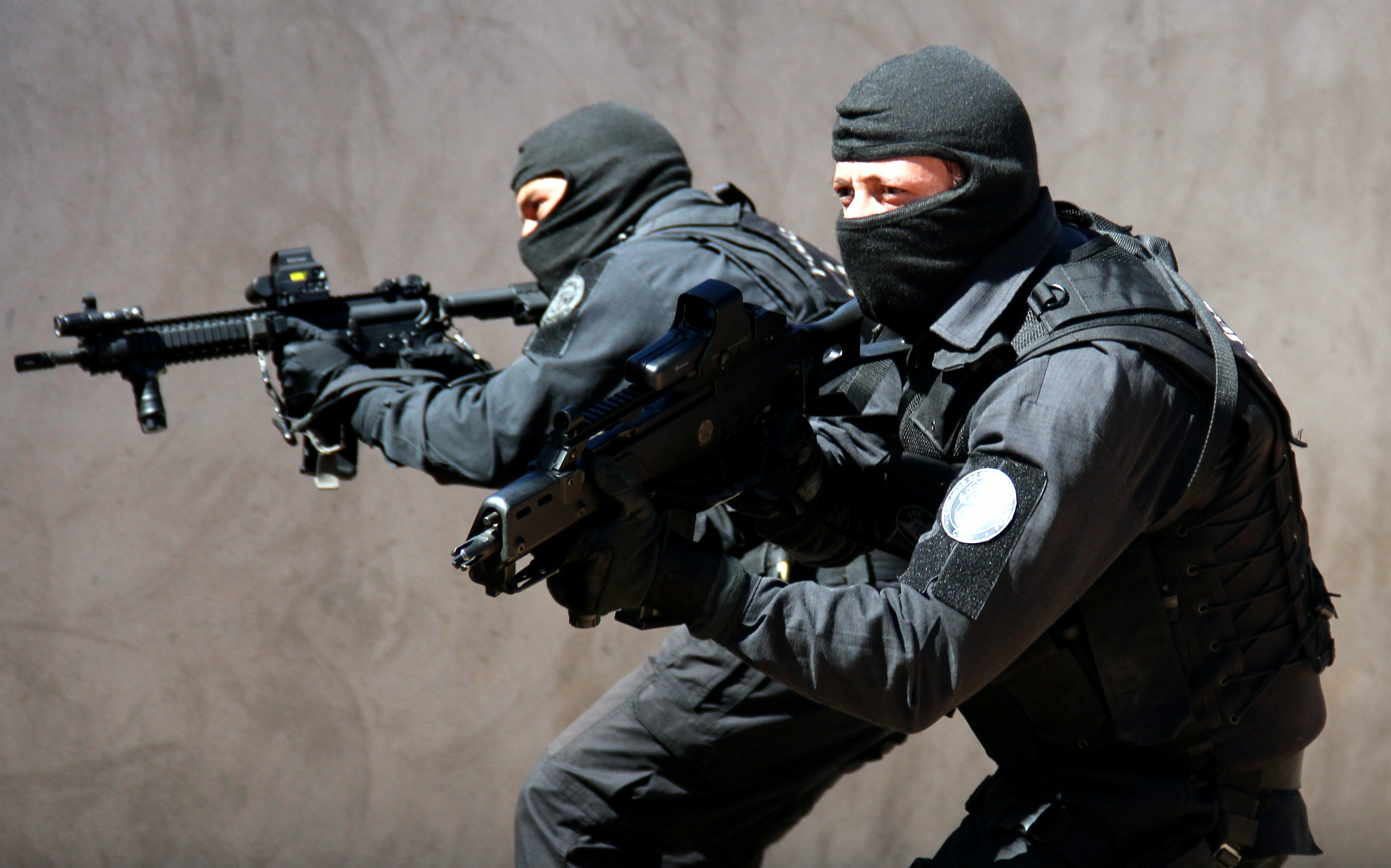
Angehörige des Kommandos taktische Operationen der PF (2012)

Das Gesetz Nr. 4888 vom 3. Dezember 1965 schuf das Statut der föderalen Polizeibeamten, das im Laufe der Jahre mehrfach geändert wurde, und in dem die Nomenklaturen "Föderales Departement für öffentliche Sicherheit" und "Föderales Polizeidepartement" nebeneinander bestehen. Trotz dieser Änderungen behält das Statut unter anderem noch heute das zur Zeit des Militärregimes entstandene Disziplinarmodell bei, das weitgehend die Bestrafung von Polizeibeamten vorsieht, die die Regierung kritisieren, indem sie "in abfälliger Weise auf die Behörden und Handlungen der öffentlichen Verwaltung verweisen" oder "Demonstrationen gegen Handlungen der Verwaltung fördern".
Obwohl die militärischen Direktoren der Bundespolizei die Struktur der DFSP geerbt haben, bestand immer die Absicht, sie zu verbessern und sie in eine Institution nach dem Vorbild des nordamerikanischen FBI umzuwandeln. Diesem Gedanken folgend wurde in der Verfassung von 1988 auch die Laufbahnstruktur der Bundespolizei festgelegt (Art. 144, Absatz 1).
Die Verfassung von 1988 sah vor, dass der Hausdurchsuchungsbefehl nur von der Justizbehörde ausgestellt werden durfte, was die Bundespolizei dazu veranlasste, eine Strategie der zeitlichen und vertraulichen Informationsbeschaffung im Rahmen der Ermittlungen zu verfolgen, die gleichzeitig zu einem nach der Ermittlungsstrategie festgelegten Termin ausgeführt werden sollten. Ebenfalls 1988 versetzte die Bundespolizei Drogenhändlern in den Hügeln von Rio de Janeiro mit der Operation Mosaic einen schweren Schlag, während sie gleichzeitig mit dem Medellin-Kartell versuchte, die Route der Drogenhändler in Rio zu stoppen. 1996 wurden alle Positionen in der Laufbahn der föderalen Polizei in höhere Positionen umgewandelt.

## Unabhängigkeit
Der erste Schritt zu einer Bewegung hin zur Erneuerung der Polícia Federal wurde im Jahr 2000 angegangen. Bis dahin galt die Polícia Federal gemeinhin in Brasilien als eine Organisation korrupter Polizisten, die „Türen eintreten“.  Ende der 1990er-Jahre waren die Autos und sogar das Benzin durch die Central Intelligence Agency (CIA) finanziert. „Das Geld gehört uns, die Regeln gehören uns“, erklärte John M. Derham –  Deputy Chief of Mission in der US-Botschaft in Brasília – im Mai 1999.
Mit Derhams Rückkehr in die USA stieg das Budget von 100 Millionen R$ im Jahr 1999 auf 200 Millionen R$ im folgenden Jahr.
Beförderungen begannen sich eher an die Kompetenz als an das Dienstalter zu orientieren. Im Jahr 2006 belief sich das Budget der PF auf 600 Millionen R$ und umfasste 11.000 Bundespolizisten, die mit Unterstützung von fünf Hubschraubern, neun Flugzeugen, zwei Dutzend Booten und 2.327 Fahrzeugen abwechselnd Einsätze im ganzen Land durchführten. Seit 2003 wurden 119.000 Operationen durchgeführt.

## Abschaffung der Zensur
1988 wurde die Zensurabteilung für öffentliche Unterhaltung des föderalen Polizeidepartements abgeschafft.
Ab 1990 legte die Verordnung Nr. 773 vom 19. Oktober 1990 die Klassifizierung öffentlicher Unterhaltungs-, Radio- und Fernsehprogramme gemäß Artikel 21, XVI und 220, § 3, I, der Verfassung von 1988 fest und definierte die Altersgruppen, für die sie nicht empfohlen werden, sowie Orte und Zeiten, an denen ihre Darbietung für Kinder und Jugendliche unangemessen ist.

## Aufgaben
Die föderale Polizei verfügt sowohl als Verwaltungspolizei als auch als Kriminalpolizei über weitreichende Befugnisse. Seine Zuständigkeiten sind nicht nur in der Verfassung, sondern vor allem in einer diffusen unterverfassungsrechtlichen Gesetzgebung definiert.
Gemäß Artikel 144, Absatz 1 der brasilianischen Verfassung von 1988 ist die Bundespolizei dafür zuständig:
- Untersuchung krimineller Verstöße gegen die politische und soziale Ordnung oder zum Nachteil von Gütern, Dienstleistungen und Interessen der Union oder ihrer Gebietskörperschaften und öffentlichen Unternehmen sowie anderer Verstöße, deren Praxis zwischenstaatliche oder internationale Auswirkungen hat und eine einheitliche Repression erfordert, wie dies gesetzlich vorgesehen ist;
- Verhinderung und Unterdrückung des illegalen Handels mit Betäubungsmitteln und verwandten Drogen, des Schmuggels und der Unterschlagung, unbeschadet der Tätigkeit des Finanzministeriums und anderer öffentlicher Stellen in ihren jeweiligen Zuständigkeitsbereichen;
- Ausübung der Funktionen der See-, Flughafen- und Grenzpolizei;
- Ausübung, mit Ausschließlichkeit, der Funktionen der Kriminalpolizei der Union.

Die föderale Polizei hat auch Befugnisse, die in anderen Gesetzen und Erlassen festgelegt sind:
- Bekämpfung des Terrorismus (siehe: Terrorismus in Brasilien);
- Gewährleistung der Sicherheit ausländischer Staatschefs und Leiter internationaler Organisationen, die Brasilien besuchen;
- Verhinderung und Unterdrückung von Cyber-Kriminalität;[20]
- Bekämpfung der Pädophilie;
- Exklusiver Vertreter von Interpol in Brasilien zu sein, die internationale Kriminalität zu unterdrücken und nach internationalen Flüchtlingen zu suchen;
- Verhütung und Unterdrückung von Verbrechen gegen indigene Völker;
- Unterdrückung der Abzweigung öffentlicher Mittel;[21]
- Kontrolle und Verwaltung des SINARM (National Weapons System) und der Schusswaffen, die der Bevölkerung zur Verfügung stehen;
- Unterdrückung von Umweltverbrechen und gegen das historische Erbe;
- Regulierung, Kontrolle und Beaufsichtigung aller privaten Sicherheitsaktivitäten in Brasilien;[22]
- Implementierung und Pflege des RIC – Civil Identity Registry – des zukünftigen nationalen Personalausweises;
- Implementierung und Pflege der Datenbank mit genetischen Profilen von Kriminellen;
- Kontrolle und Inspektion von chemischen Produkten;
- Unterdrückung zwischenstaatlicher oder internationaler Verbrechen;
- Unterdrückung von Sozialversicherungsverbrechen;
- Untersuchung und Verfolgung von Menschenrechtsverletzungen;[23]
- Verdrängung von Entführung, Privathaft und Erpressung durch Entführung, wenn der Täter aus politischen Motiven oder aufgrund des vom Opfer ausgeübten öffentlichen Dienstes dazu gezwungen wurde;[24]
- Unterdrückung des Diebstahls, Raubes oder der Entgegennahme von Fracht, einschließlich Waren und Wertsachen, die in zwischenstaatlichen oder internationalen Operationen transportiert werden, wenn es Beweise für Banden- oder Bandenaktivitäten in mehr als einem Bundesstaat der Föderation gibt.
- Untersuchung und Unterdrückung politischer Verbrechen;
- Das Verbrechen der Geldwäsche zu untersuchen und zu unterdrücken;
- mit anderen Institutionen der öffentlichen Sicherheit zusammenzuarbeiten und die relevanten Informationen des polizeilichen Nachrichtendienstes zur Verfügung zu stellen;
- Verhütung, Untersuchung und Verfolgung aller anderen Verbrechen auf subsidiärer Basis zur staatlichen Zivilpolizei, wenn darum ersucht wird;
- Kandidaten für bis zu 137 Tage vor der Wahl zu sichern

Es kommt häufig vor, dass man die föderale Polizei fälschlicherweise für eine reine Kriminalpolizei hält. Im Gegensatz zur staatlichen Zivil- und Militärpolizei, die ausschließlich gerichtliche (Zivilpolizei) oder vorgebliche (Militärpolizei) Befugnisse haben, verfügt die föderale Polizei über den sogenannten vollständigen Polizeizyklus. Das bedeutet, dass die föderale Polizei sowohl über vordergründige als auch über gerichtspolizeiliche Befugnisse verfügt. Wie die meisten Polizisten in entwickelten Ländern erfüllt die föderale Polizei präventive, investigative und repressive Funktionen in Angelegenheiten, die in ihren Zuständigkeitsbereich fallen.
Einige Beispiele für die scheinbare Polizeiarbeit der föderalen Polizei sind:
- Einwanderungspolizei
- Grenzschutz
- Schifffahrtspolizei
- Prävention von Verbrechen gegen indigene Völker und institutionelle Sicherheit (Schutz der Institutionen der Republik)

Eine weitere präventive Polizeifunktion, die ebenfalls von der Bundespolizei wahrgenommen wird, ist die persönliche Sicherheit der ausländischen Staatsoberhäupter, die Brasilien besuchen.
Die PF übt neben der polizeilichen Tätigkeit auch einige Regelungsbefugnisse aus. Dies ist der Fall bei der privaten Sicherheitskontrolle, dem nationalen Waffensystem und der Kontrolle chemischer Produkte.

## Organisation

### Generaldirektor
Er ist der Generaldirektor aller föderalen Polizeibeamten in Brasilien und notwendigerweise ein in einem öffentlichen Wettbewerb anerkannter föderaler Polizeibeamter, die eine mindestens 15  jahrelange Karriere vorweisen können – wodurch sichergestellt wird, dass die politische Indikation an einen Karrierebeamten gestellt wird, der einen makellosen Ruf hat. Der Generaldirektor ist dem Justizminister unterstellt und unterliegt der Disziplinarordnung der föderalen Polizei, wobei er rechtlich daran gehindert ist, willkürlich oder gegen die Interessen der Justiz zu handeln.
| Polizeichefs |                                  |                  |             |
| Nr.          | Name                             | Mandatsübernahme | Mandatsende |
|              | Antônio Barbosa de Paula Serra   | 02.04.1964       | 21.06.1964  |
|              | Riograndino Kruel                | 21.06.1964       | 26.08.1966  |
|              | Newton Cypriano de Castro Leitão | 26.08.1966       | 15.03.1967  |

| Direktoren |                                   |                  |             |
| Nr.        | Name                              | Mandatsübernahme | Mandatsende |
| 1          | Florimar Campello                 | 17.03.1967       | 24.04.1968  |
| 2          | José Bretas Cupertino             | 10.05.1968       | 31.10.1969  |
| 3          | Walter Pires de C. e Albuquerque  | 31.10.1969       | 26.04.1971  |
| 4          | Nilo Caneppa                      | 26.04.1971       | 10.05.1973  |
| 5          | Antônio Bandeira                  | 10.05.1973       | 14.02.1974  |
| 6          | Moacyr Coelho                     | 18.03.1974       | 22.03.1985  |
| 7          | Luiz de Alencar Araripe           | 22.03.1985       | 13.01.1986  |
| 8          | Romeu Tuma                        | 29.01.1986       | 29.04.1992  |
| 9          | Amaury Aparecido Galdino          | 29.04.1992       | 06.07.1993  |
| 10         | Wilson Brandi Romão               | 09.07.1993       | 15.02.1995  |
| 11         | Vicente Chelotti                  | 16.02.1995       | 05.03.1999  |
| 12         | Wantuir Francisco Brasil Jacini   | 08.03.1999       | 15.06.1999  |
| 13         | João Batista Campelo              | 15.06.1999       | 21.06.1999  |
| 14         | Agílio Monteiro Filho             | 24.06.1999       | 03.04.2002  |
| 15         | Itanor Neves Carneiro             | 03.04.2002       | 18.07.2002  |
| 16         | Armando de Assis Possa            | 18.07.2002       | 08.01.2003  |
| 17         | Paulo Lacerda                     | 08.01.2003       | 03.09.2007  |
| 18         | Luiz Fernando Corrêa              | 03.09.2007       | 06.01.2011  |
| 19         | Leandro Daiello Coimbra           | 0701.2011        | 09.11.2017  |
| 20         | Fernando Queiroz Segovia Oliveira | 09.09.2017       | 27.02.2018  |
| 21         | Rogério Augusto Viana Galloro     | 27.02.2018       | 1.01.2019   |
| 22         | Maurício Valeixo                  | 1.01.2019        | 24.04 2020  |
| 23         |                                   |                  |             |